# ويليام جونستون (سياسي أمريكي)
ويليام جونستون (بالإنجليزية: William Johnston)‏ هو محامي وسياسي أمريكي، ولد في 1819 في جمهورية أيرلندا، وتوفي في 1 مايو 1866 بمانسفيلد في الولايات المتحدة. حزبياً، نشط في الحزب الديمقراطي. وقد انتخب عضو مجلس النواب الأمريكي.